# Trold, der vejrer kristenblod
Trold, der vejrer kristenblod es una escultura de bronce realizada por Niels Hansen Jacobsen (1861-1941).

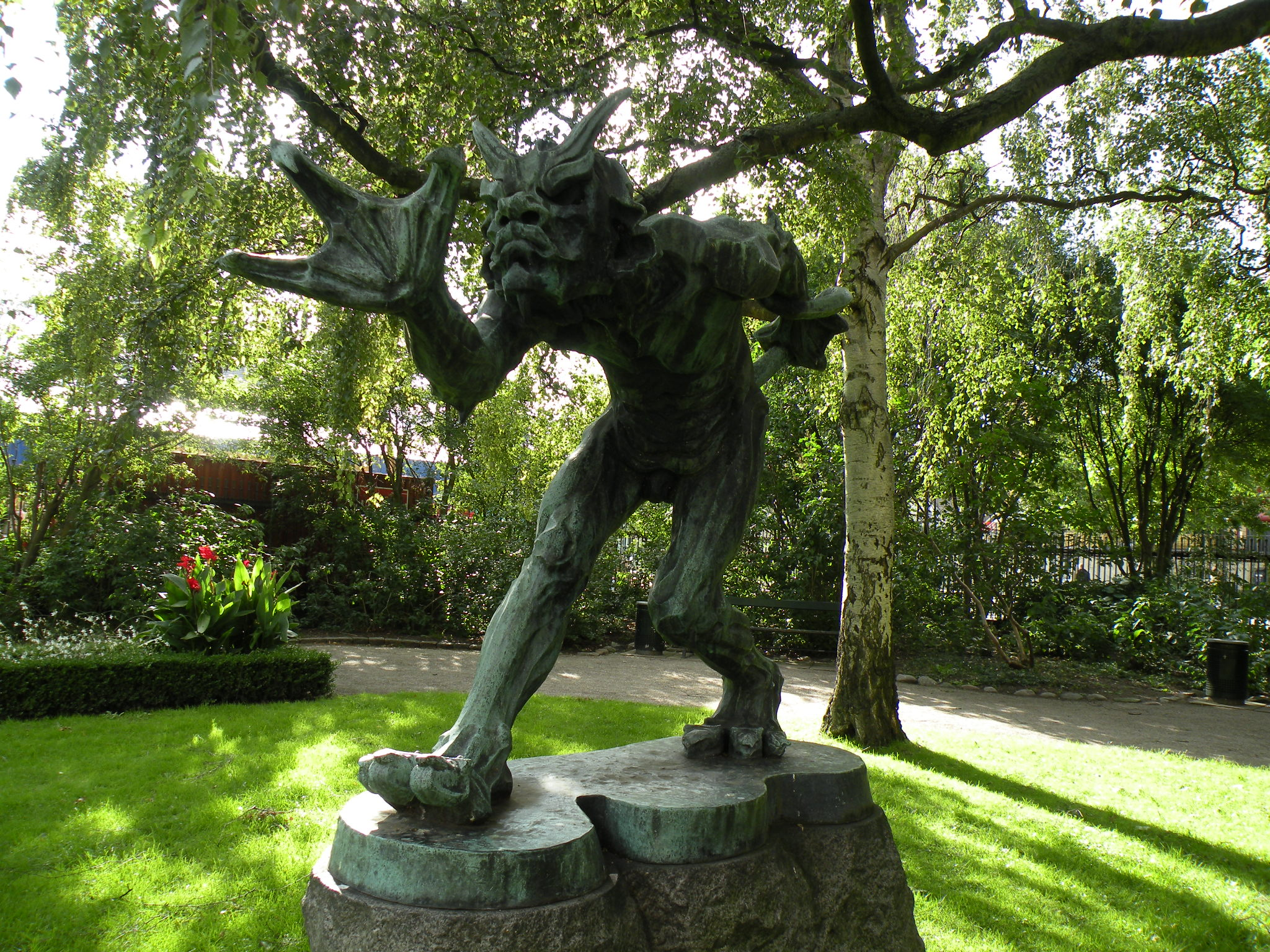
Trold, der vejrer kristenblod Ny Carlsberg Glyptotek

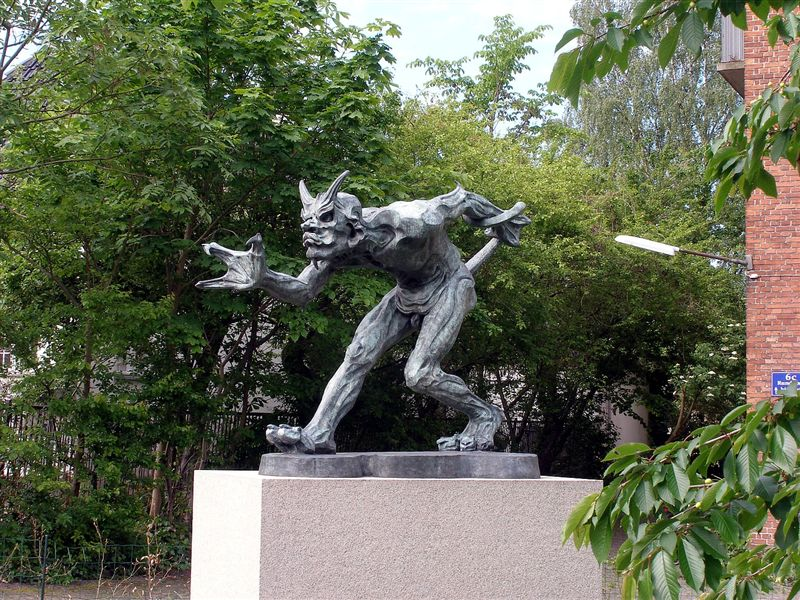
Trold, der vejrer kristenblod Iglesia de Jesús, Valby

La escultura fue modelada entre 1895 y 1896. La edición en yeso se expuso en la Exposición de Primavera de Charlottenborg en 1897. El cervecero Carl Jacobsen encargó un molde de bronce en 1901-02. Originalmente se colocó delante de la iglesia de Jacobsen en Valby, Copenhague, ahora conocida como Iglesia de Jesús (Jesuskirken), pero resultó demasiado controvertida para la parroquia, por lo que se trasladó al jardín del museo de arte Ny Carlsberg Glyptotek. En 1923, se erigió una copia frente al Museo de Arte de Vejen. En 2002, la iglesia quiso recuperar la escultura, pero la Glyptotek no quiso desprenderse de ella, así que se hizo una copia y se colocó delante de la iglesia.
El nombre de la estatua está tomado de una historia del folclore nórdico donde el héroe se esconde en el castillo del troll. A partir de entonces, cada vez que el troll entra en el castillo, grita: "¡Huelo la sangre de un hombre cristiano!"